# POP3S
| Anwendung  | POP3            | POP3            | POP3            | POP3            | POP3            |
| Transport  | SSL/TLS         | SSL/TLS         | SSL/TLS         | SSL/TLS         | SSL/TLS         |
| Transport  | TCP             |                 |                 |                 |                 |
| Internet   | IP (IPv4, IPv6) | IP (IPv4, IPv6) | IP (IPv4, IPv6) | IP (IPv4, IPv6) | IP (IPv4, IPv6) |
| Netzzugang | Ethernet        | Token Bus       | Token Ring      | FDDI            | …               |

POP3S bezeichnet ein Netzwerkprotokoll zur Erweiterung des E-Mail-Übertragungsprotokolls POP3 um eine Verschlüsselung durch SSL/TLS. Üblicherweise wird für POP3S TCP auf Port 995 genutzt.
Eine Alternative ist die Nutzung von POP3 mit STARTTLS zur Verschlüsselung. Die Kommunikation findet dabei auf dem Standardport 110 statt. In diesem Fall kann allerdings beim Aufbau der Verbindung für den Benutzer unbemerkt die Verschlüsselung abgeschaltet werden, sofern der Client sie nicht erzwingt.